# Salles-Curan
 Salles-Curan  là một xã ở tỉnh Aveyron, thuộc vùng Occitanie ở miền nam nước Pháp.